# آن غرانت
آن غرانت (بالإنجليزية: Ann Grant)‏ هي لاعب هوكي الحقل زيمبابوية، ولدت في 6 مايو 1955 في هراري في زيمبابوي.

## وصلات خارجية
- آن غرانت على موقع أوليمبيديا (الإنجليزية)